# Église Sainte-Marie de Brouilla
Pour les articles homonymes, voir église Sainte-Marie.
L'église Sainte-Marie de Brouilla est une église romane située à Brouilla, dans le département français des Pyrénées-Orientales.
Elle est connue pour son plan assez atypique (chevet trilobé) et surtout pour son portail roman sculpté en marbre blanc de Céret.

## Historique
La première mention de l'édifice date de 959. L'église actuelle a été construite au XIIe siècle. La totalité de l'église est classée au titre des monuments historiques par arrêté du 20 novembre 1972.

## Architecture
L'église Sainte-Marie présente une nef unique de cinq travées, voûtée en berceau en plein-cintre soutenu par des arcs doubleaux, terminée par une abside semi-circulaire voûtée en cul-de-four. Au droit de la cinquième travée, plus large que les autres, s'ouvrent deux chapelles latérales semi-circulaires, conférant au chevet une forme trilobée.
La hauteur sous voûte (à la clef) est de 6,70 m.
Un clocher-mur à deux ouvertures s'élève sur le pignon ouest de l'édifice. Il est apparemment postérieur au reste de l'édifice, l'élévation du mur roman étant parfaitement visible (tracé pignon triangulaire de la toiture).

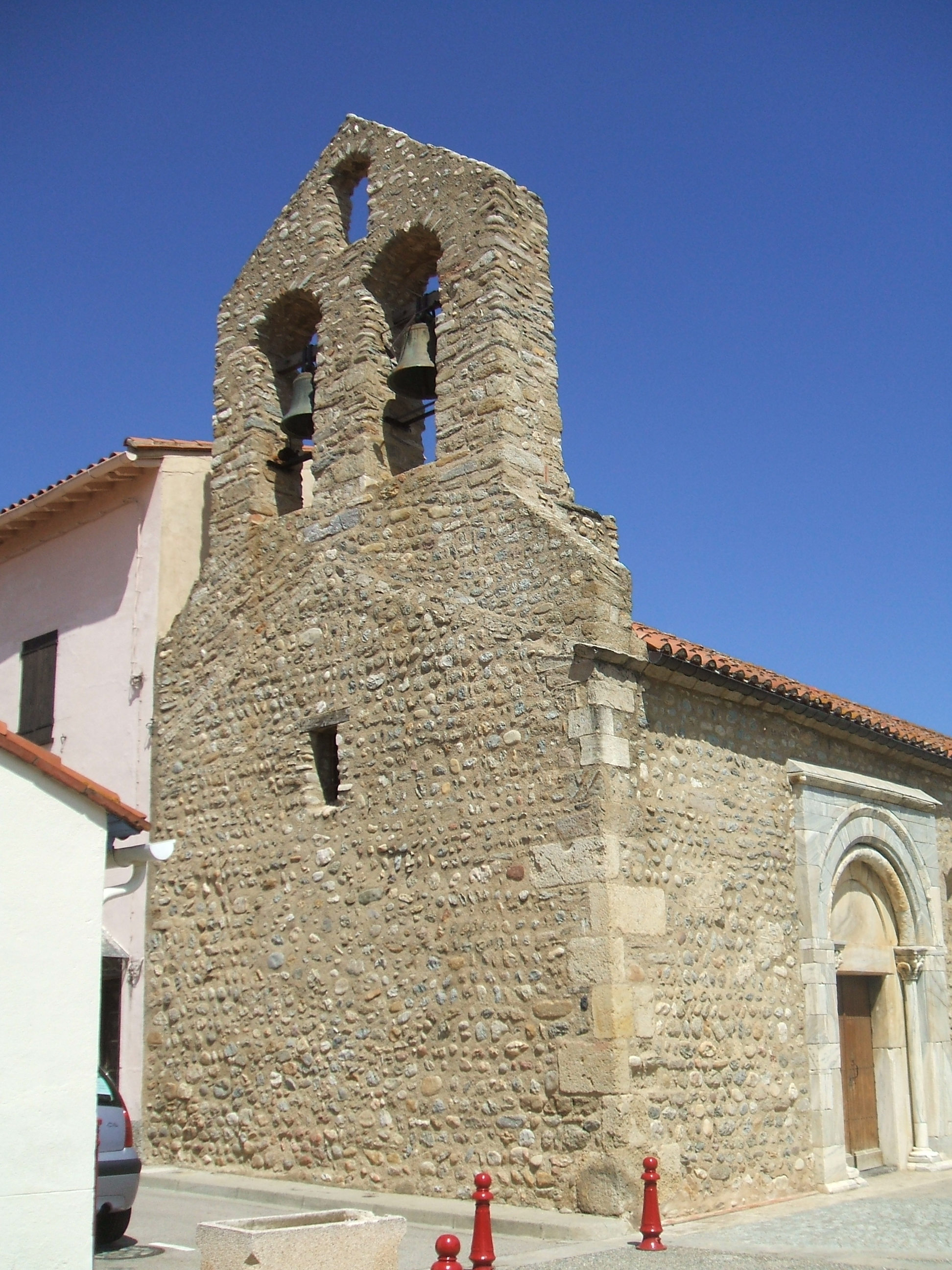
Le pignon ouest et le campanile.
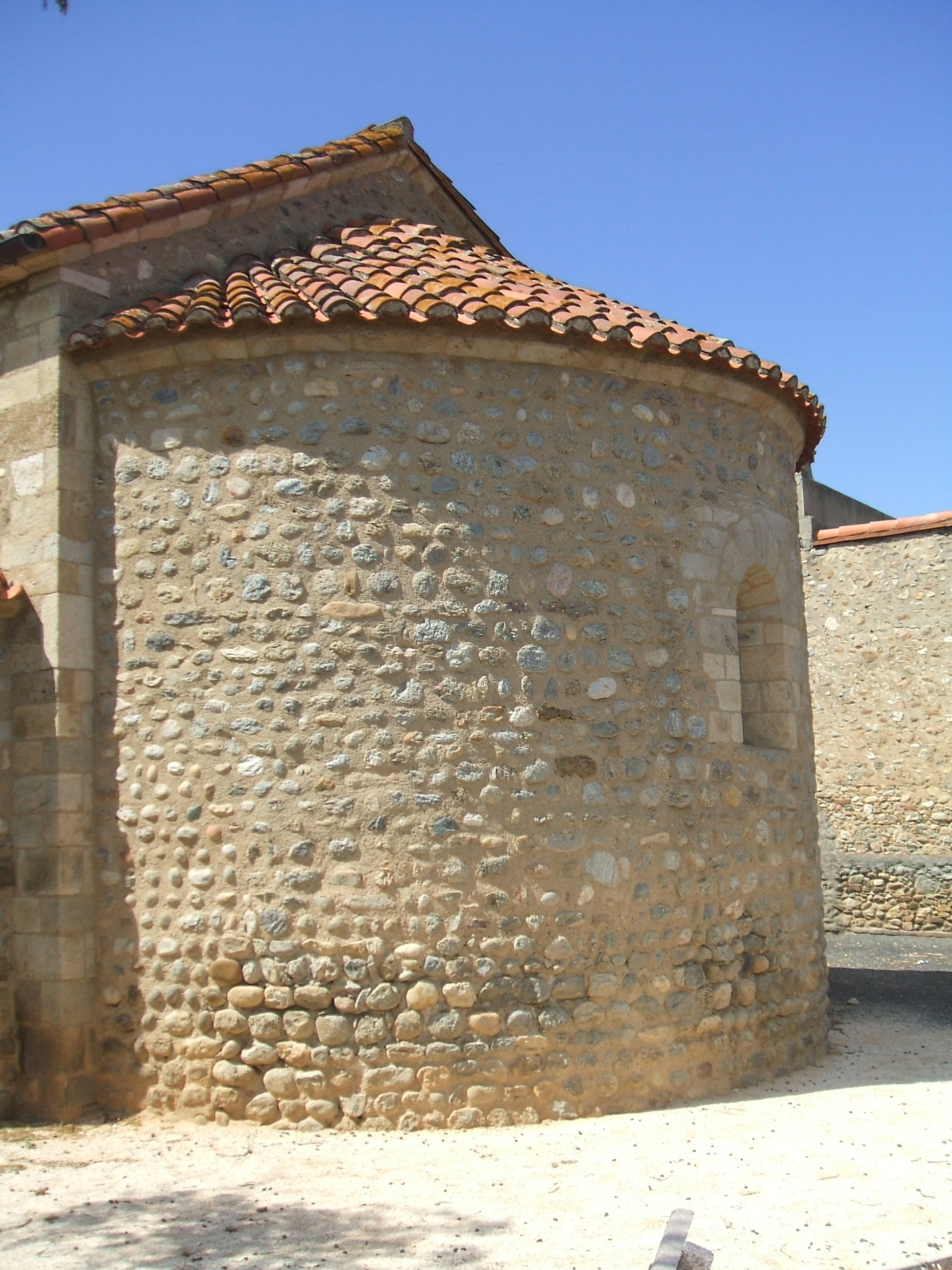
L'abside orientale
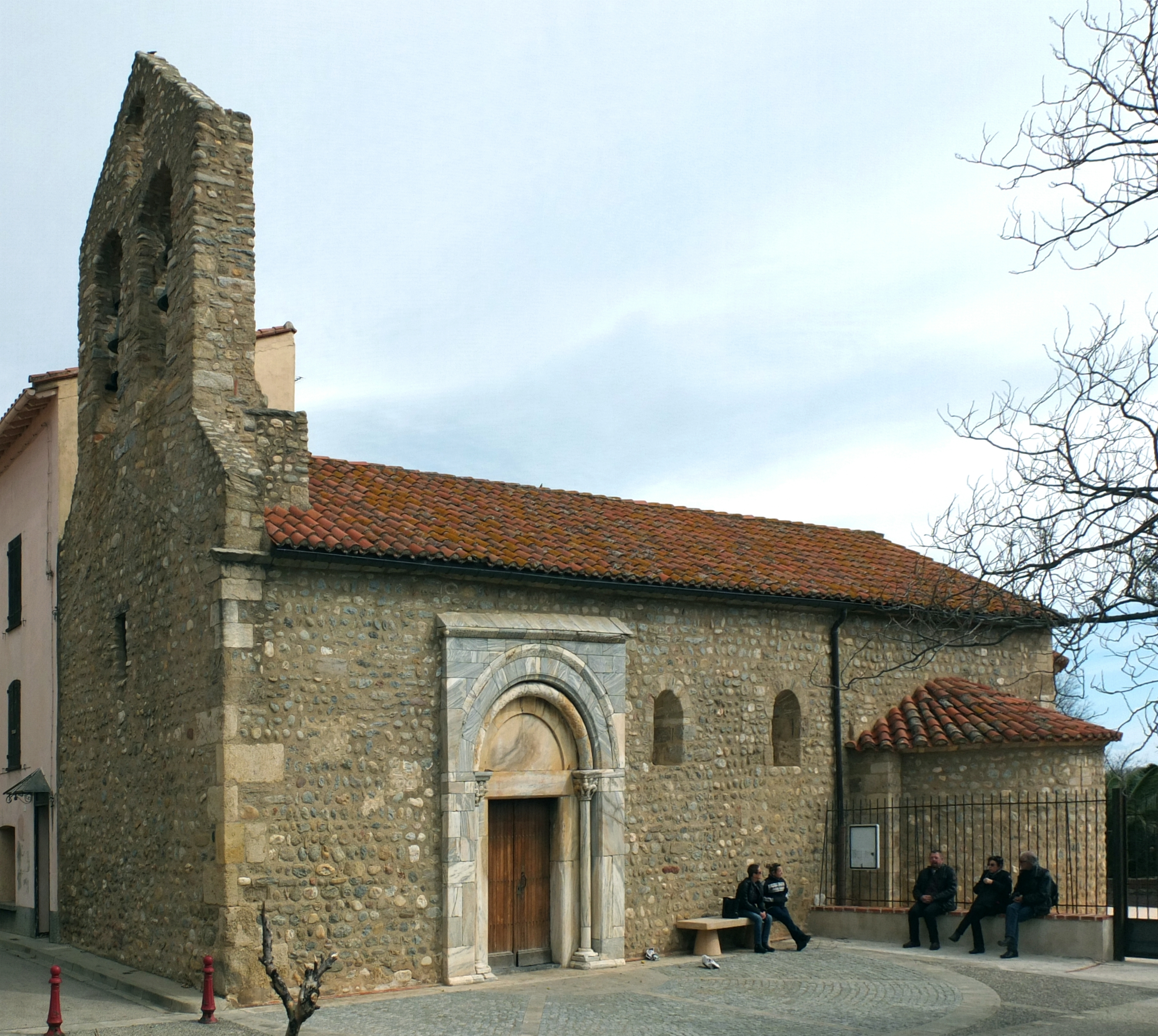
Vue générale de l 'église

## Le portail
Le portail monumental s'ouvre sur le mur sud de l'église, à hauteur de la deuxième travée de la nef. Il est en marbre blanc de Céret et est datable du XIIe siècle.
Ce portail s'inscrit au sein d'un avant-corps en saillie de la façade méridionale. Il est encadré par deux colonnes, surmontées par des chapiteaux sculptés, supportant une voussure unique ornée d'entrelacs et de rosettes.
Le chapiteau de gauche est sculpté de griffons, au nombre de quatre, à raison d'une tête commune pour deux griffons à chaque angle. Chaque facette de la corbeille est ornée par un personnage.
Sur le chapiteau de droite sont représentés des lions, dont deux courbés et un occupant l'angle.
Le tympan et le linteau sont parfaitement lisses, sans ornementation.
Ce portail est apparenté au "petit portail" de l'église Saint-Jacques de Villefranche-de-Conflent, et est attribué par certains auteurs au même groupe de sculpteurs. L'influence du ou des ateliers ayant réalisé la tribune et le cloître du prieuré de Serrabone est également perceptible.

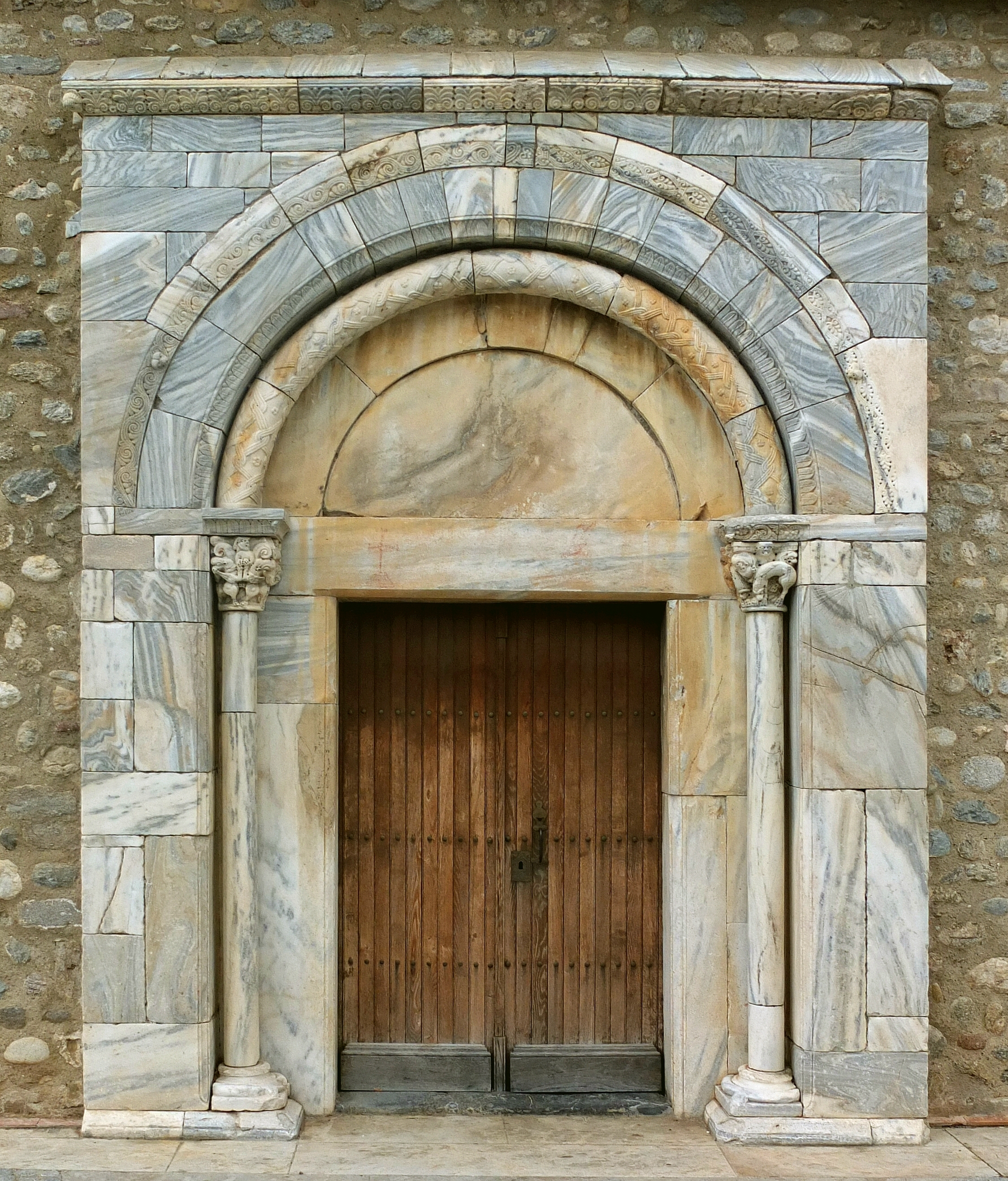
Vue d'ensemble du portail
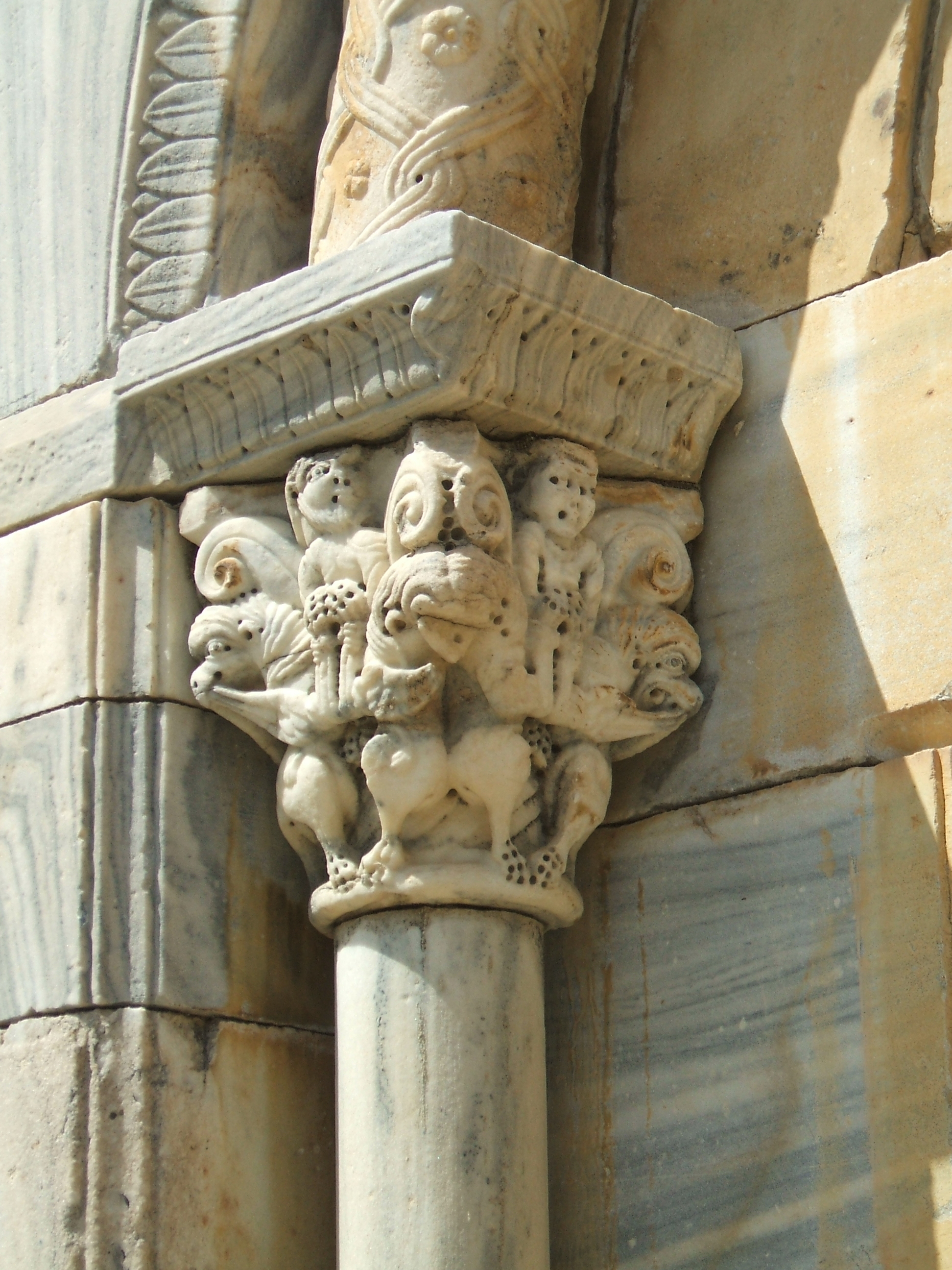
Chapiteau de gauche
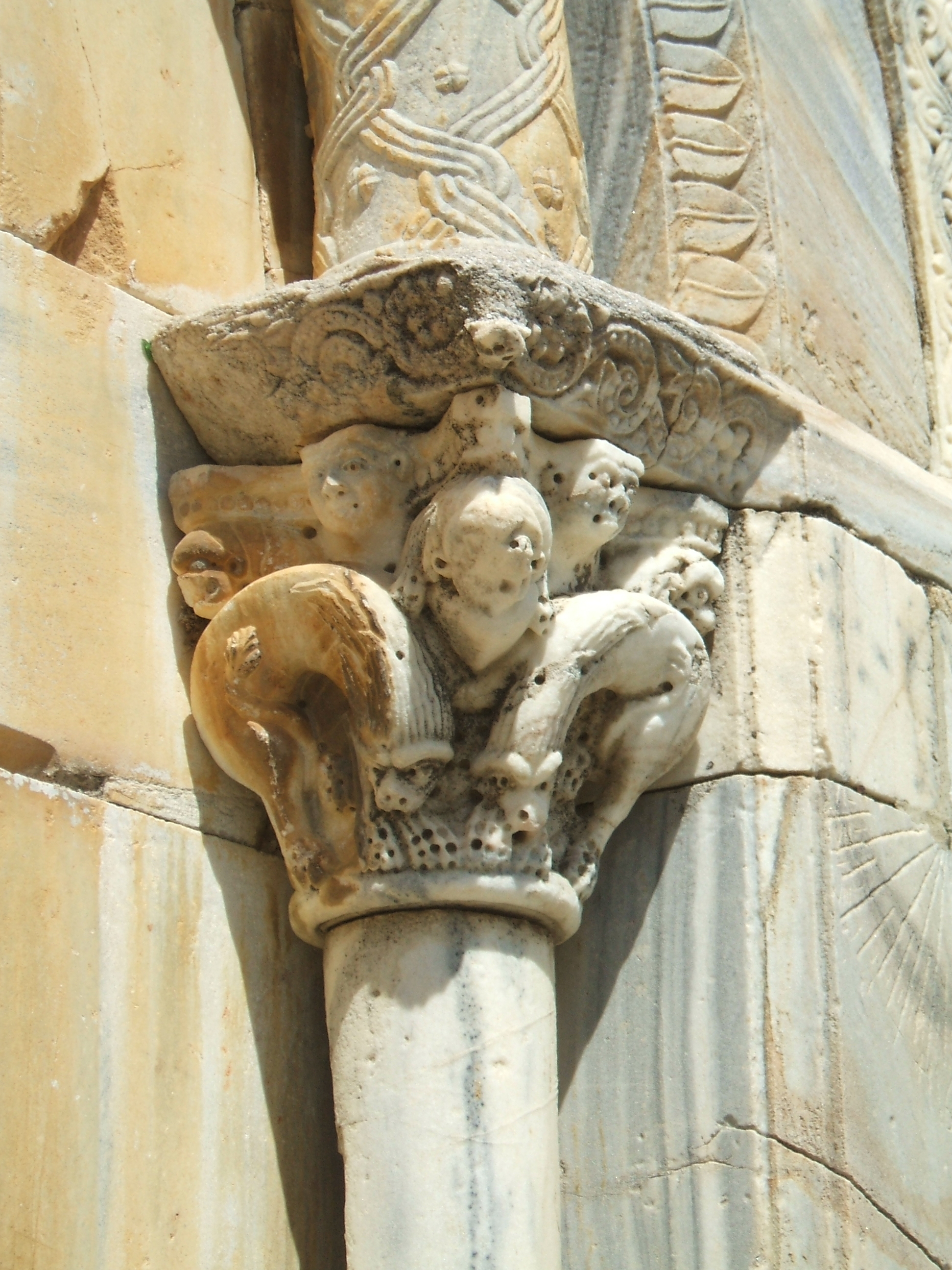
Chapiteau de droite